# Milan Berck Beelenkamp
Milan Berck Beelenkamp (Haarlem, 17 september 1977) is een Nederlands voetballer.
Berck Beelenkamp speelde in het seizoen 1996/1997 tweemaal voor Ajax na de jeugdopleiding vanaf zijn 13de te hebben doorlopen. Na anderhalf jaar vertrok hij voor een half jaar op huurbasis naar FC Volendam. In 1998 maakte hij de overstap naar het Italiaanse Genoa. Zijn terugkeer naar Nederland kwam het daarop volgende seizoen, toen hij bij De Graafschap ging voetballen. Berck Beelenkamp speelde 6 seizoenen op De Vijverberg, waarvan één in de eerste divisie. Nadat zijn contract bij De Graafschap afliep in 2005, vertrok hij kortstondig naar het Belgische KV Mechelen, ondanks aanbiedingen van enkele Nederlandse clubs. Hetzelfde seizoen nog keerde hij weer terug uit België. Hij tekende een contract bij HFC Haarlem. Ondanks zijn nog doorlopende contract was hij in de zomer van 2006 op proef bij het Noorse Stabaek. Na het faillissement van HFC Haarlem in januari 2010 koos Berck Beelenkamp ervoor om bij SV ARC op amateurniveau verder te gaan ondanks aanbiedingen uit Amerika, Roemenië en Nederland (KKD).

## Clubstatistieken
| Seizoen | Club          | Competitie     | Duels | Goals |
| ------- | ------------- | -------------- | ----- | ----- |
| 1996/97 | Ajax          | Eredivisie     | 2     | 0     |
| 1997/98 | Ajax          | Eredivisie     | 0     | 0     |
| 1997/98 | FC Volendam   | Eredivisie     | 18    | 0     |
| 1998/99 | Genoa         | Serie A        | 14    | 0     |
| 1999/00 | De Graafschap | Eredivisie     | 14    | 0     |
| 2000/01 | De Graafschap | Eredivisie     | 31    | 2     |
| 2001/02 | De Graafschap | Eredivisie     | 27    | 0     |
| 2002/03 | De Graafschap | Eredivisie     | 27    | 0     |
| 2003/04 | De Graafschap | Eerste divisie | 30    | 2     |
| 2004/05 | De Graafschap | Eredivisie     | 32    | 1     |
| 2005/06 | KV Mechelen   | Tweede Klasse  | 13    | 0     |
| 2005/06 | Haarlem       | Eerste divisie | 10    | 2     |
| 2006/07 | Haarlem       | Eerste divisie | 31    | 1     |
| 2007/08 | Haarlem       | Eerste divisie | 31    | 0     |
| 2008/09 | Haarlem       | Eerste divisie | 36    | 0     |
| 2009/10 | Haarlem       | Eerste divisie | 19    | 0     |